# Пучков, Сергей Валентинович
Сергей Валентинович Пучков (укр. Сергій Валентинович Пучков; род. 17 апреля 1962, Лутугино, Луганская область) — советский и украинский футболист и тренер. Действующий главный тренер клуба «Мурас Юнайтед». Заслуженный тренер Украины.
В качестве футболиста играл на позиции защитника. Известен по выступлениям за клубы «Днепр» (Днепропетровск). Чемпион СССР и обладатель Кубка СССР. После завершения активной карьеры игрока стал футбольным тренером.

## Карьера игрока
Воспитанник луганского футбола. Начинал играть в футбольной школе Лутугино, затем в луганском спортинтернате.
Играл за «Торпедо» из Луцка, «Черноморец» из Одессы, СКА (Одесса), «Днепр» из Днепропетровска, «Металлург» из города Запорожье, «Шталь» из Бранденбурга-на-Хафеле, «Борним» из Потсдама, «КАМАЗ» из города Набережные Челны, «Хапоэль» из города Беэр-Шева, «Эвис» из Николаева, «Металлург» из города Мариуполь, «Араз» из Баку, «Горняк-Спорт» из Комсомольска.
Привлекался в молодёжную сборную СССР, где был капитаном. В составе молодёжной сборной — 13 игр, 1 гол.
Сыграл 201 матч в чемпионатах СССР, забил 9 голов. В списках «33-х лучших футболистов СССР» 2 раза: 1985 — № 3, 1988 — № 3.

## Тренерская карьера
В 2000 году перешёл на тренерскую работу. Работал тренером в МФК «Николаев», ФК «Черкассы», ФК «Кристалл» (Херсон).
С 2005 по 2008 год возглавлял ПФК «Севастополь», который вывел со Второй лиги в Первую, где команда, на момент ухода Пучкова в «Таврию», занимала первое место. 30 сентября 2008 года стал главным тренером «Таврии». 22 сентября 2010 года был отправлен в отставку.
18 октября 2011 года вновь назначен на пост главного тренера клуба «Севастополь». В июне 2012 года отправлен в отставку.
Во втором круге чемпионата Украины 2011/12, первой-лиги, создал из ПФК «Севастополь» команду уровня Премьер-лиги. Лучший тренер ФК «Севастополь» за всё время существования команды.(по версии болельщиков). С 1 февраля 2013 года и до конца сезона — главный тренер ФК «Славутич» (Черкассы). 10 июня 2013 года подписал трёхлетний контракт с запорожским «Металлургом». В марте 2014 года покинул «Металлург».
В июне 2014 года — главный тренер клуба «Гандзасар». С 21 декабря 2016 года до 2019 года — главный тренер клуба «Горняк-Спорт».
В сентябре 2024 года был назначен главным тренером клуба из Кыргызстана «Мурас Юнайтед». 15 сентября 2024 года стал обладателем кубка Кыргыстана с футбольным клубом «Мурас Юнайтед» одержавши победу над командой «Абдыш-Аты»
В декабре того же года был назначен главным тренером сборной Кыргызстана до 20 лет. После неудачного выступления на молодёжном Кубке Азии в феврале 2025 года в Китае Пучков был отправлен в отставку.
В августе 2025 года Пучков вернулся в «Мурас Юнайтед», где стал главным тренером.

## Достижения

### Как игрок
- Чемпион СССР (2): 1983, 1988
- Обладатель Кубка СССР: 1988/89
- Обладатель Кубка Федерации футбола СССР (3): 1986, 1989, 1990
- Обладатель Кубка сезона: 1989
- Финалист Кубка сезона: 1984
- Серебряный призёр чемпионата СССР (2): 1987, 1989
- Бронзовый призёр чемпионата СССР (2): 1984, 1985
- Четвертьфиналист Кубка европейских чемпионов: 1984/85

### Как тренер
- Обладатель Кубка Украины: 2009/10
- Победитель Второй лиги Украины: 2006/07
- Бронзовый призёр Первой лиги Украины: 2011/12
- Обладатель Кубка Кыргызстана («Мурас Юнайтед»): 2024
- Бронзовый призёр чемпионата Кыргызстана («Мурас Юнайтед»): 2024

### Личные
- Входил в список 33-х лучших футболистов СССР: 1985, 1988
- Заслуженный тренер Украины: 2010
- Медаль «За весомый вклад в развитие украинского футбола» от УАФ (3 июня 2024)